# 井後政晏
井後 政晏（いじり まさやす、1947年 - ）は、日本の神道学者、神職。皇學館大学名誉教授、神社本庁参与、神社本庁教学委員、大宮神明社宮司。

## 人物
三重県出身。1970年に皇學館大學文学部を卒業後、1972年に皇學館大學大学院文学研究科修士課程修了（文学修士）。
神道史（神社史）が専門。

## 著書

### 共著
- （神道大系編纂会）『神道大系 神社編 19』（神道大系編纂会、1990）
- 『熱田神宮史料』年中行事編・造営遷宮編・縁起由緒編（1980-2002）
- 『神道大系』熱田（1993）
- （真清田神社史編纂委員会）『真清田神社史』（真清田神社史編纂委員会、1994）
- （谷省吾先生退職記念神道学論文集編集委員会）『谷省吾先生退職記念 神道学論文集』（国書刊行会、1995）
- （所功先生還暦記念会）『國書・逸文の研究』（臨川書店、2001）
- 『多度町史 資料編 1 考古・古代・中世』（多度町教育委員会、2002）

### 講演録
- 『諸国の一宮と総社』（皇學館大學講演叢書第98輯）（皇學館大學出版部、1999）